# 종7품
종7품은 고려와 조선의 품계 중 제14등급의 품계였다.

## 조선
종7품에 해당하는 관직으로는 직장·기사관·종사·전회(典會)·부사정·수문장 등이 있었다.